# 후지무라 슌지
후지무라 슌지(Shunji Fujimura, 1934년 12월 8일~2017년 1월 25일)는 일본의 배우, 일본의 성우, 탤런트, 안무가, 사업가이다.
가마쿠라시에서 태어났다.

## 방송
- 8일째 매미
- 고대소녀 도그짱
- 남자다운 남자! 1
- 전차남

## 영화
- 스윙 미 어게인(2010년)
- 체브라시카(2010년)
- 고대소녀 도그짱(2009년)
- 울지 않아(2009년)
- 데스노트: L 새로운 시작(2008년) - 와타리 역
- 첫사랑(2006년)
- 새끼 여우 헬렌(2006년) - 우에하라 교수 역
- 데스노트: 라스트 네임(2006년)
- 데스노트(2006년) - 와타리 역
- 고스토 샤우토(2004년)
- 간류지마(2003년)
- 백치(1999년)
- 웰컴 미스터 맥도날드(1997년) - 이오리 만사쿠 역